# Corpus Chronicorum Bononiensium
Il Corpus Chronicorum Bononiensium è una raccolta di cronache di epoca rinascimentale che trattano la storia di Bologna.
La collezione comprende le strettamente imparentate Cronaca Rampona e Cronaca Varignana. La Cronaca Rampona era anticamente attribuita erroneamente a Ridolfo Ramponi (donde il titolo convenzionale). Il testo di queste cronache consiste per lo più nelle Antichità di Bologna del frate francescano Bartolomeo della Pugliola (circa 1358–1422/5), che consta di annali fino al 1420; la Cronaca Rampona invece fu ampliata in stile simile fino all'anno 1535.